# Cyperus tenerrimus
Cyperus tenerrimus là loài thực vật có hoa trong họ Cói. Loài này được J.Presl & C.Presl mô tả khoa học đầu tiên năm 1828.